# Classifica di presenze in Liga del Fútbol Profesional Boliviano
Questa è la classifica delle presenze di tutti i tempi nel Liga del Fútbol Profesional Boliviano, il massimo livello del campionato boliviano di calcio.
Sono elencati i primi 100 calciatori nella graduatoria delle presenze in Liga del Fútbol Profesional Boliviano.

## Classifica generale
Elenco aggiornato al 18 agosto 2011. In grassetto sono indicati i calciatori ancora militanti nella Liga
| Pos. | Naz.                 | Nome                    | Presenze |
| ---- | -------------------- | ----------------------- | -------- |
| 1    | Bolivia (bandiera)   | Vladimir Soria          | 576      |
| 2    | Bolivia (bandiera)   | Nicolás Suárez Vaca     | 533      |
| 3    | Bolivia (bandiera)   | Carlos Fernando Borja   | 508      |
| 4    | Bolivia (bandiera)   | Wilson Ávila            | 505      |
| 4    | Bolivia (bandiera)   | Eduardo Villegas        | 505      |
| 6    | Bolivia (bandiera)   | Gonzalo Galindo         | 501      |
| 7    | Bolivia (bandiera)   | Víctor Hugo Antelo      | 471      |
| 8    | Bolivia (bandiera)   | Limbert Pizarro         | 459      |
| 9    | Bolivia (bandiera)   | Federico Justiniano     | 450      |
| 10   | Brasile (bandiera)   | Célio Alves             | 449      |
| 11   | Bolivia (bandiera)   | Sergio Galarza          | 448      |
| 12   | Bolivia (bandiera)   | Roberto Pérez Méndez    | 446      |
| 13   | Bolivia (bandiera)   | Pedro Higa              | 438      |
| 14   | Bolivia (bandiera)   | Luis Gatty Ribeiro      | 436      |
| 15   | Bolivia (bandiera)   | Álvaro Calustro         | 428      |
| 16   | Bolivia (bandiera)   | Roly Paniagua           | 426      |
| 17   | Bolivia (bandiera)   | Luis Ramallo            | 423      |
| 18   | Bolivia (bandiera)   | Sergio Rivero Kuhn      | 419      |
| 19   | Bolivia (bandiera)   | Richard Rojas           | 416      |
| 20   | Bolivia (bandiera)   | Óscar Carmelo Sánchez   | 413      |
| 20   | Bolivia (bandiera)   | Marcelo Carballo        | 413      |
| 22   | Bolivia (bandiera)   | José Cossio             | 412      |
| 23   | Bolivia (bandiera)   | Limberg Gutiérrez       | 410      |
| 23   | Bolivia (bandiera)   | Marcelo Angulo          | 410      |
| 25   | Bolivia (bandiera)   | Eduardo Jiguchi         | 408      |
| 25   | Bolivia (bandiera)   | Tito Montaño            | 408      |
| 27   | Bolivia (bandiera)   | Wilson Cortez           | 406      |
| 28   | Bolivia (bandiera)   | Alberto Illanes         | 403      |
| 29   | Bolivia (bandiera)   | Berthy Vaca             | 402      |
| 30   | Bolivia (bandiera)   | Ronald Arana            | 395      |
| 31   | Bolivia (bandiera)   | Miguel Mercado          | 391      |
| 31   | Bolivia (bandiera)   | Rafael Salguero         | 391      |
| 33   | Bolivia (bandiera)   | Oscar Arce              | 387      |
| 34   | Bolivia (bandiera)   | Abdón Murillo           | 386      |
| 34   | Bolivia (bandiera)   | Marco Sandy             | 386      |
| 36   | Bolivia (bandiera)   | Mauro Blanco Salvador   | 380      |
| 36   | Bolivia (bandiera)   | Darwin Peña             | 380      |
| 38   | Bolivia (bandiera)   | Hermán Soliz            | 377      |
| 39   | Bolivia (bandiera)   | Percy Colque            | 376      |
| 40   | Bolivia (bandiera)   | Silvio Rojas            | 374      |
| 41   | Bolivia (bandiera)   | Luis Takeo              | 373      |
| 41   | Bolivia (bandiera)   | Carlos Arias Torrico    | 373      |
| 43   | Bolivia (bandiera)   | Miguel Rimba            | 372      |
| 44   | Bolivia (bandiera)   | Jesús Alejandro Gómez   | 370      |
| 45   | Bolivia (bandiera)   | Eligio Martínez         | 369      |
| 46   | Bolivia (bandiera)   | Erwin Romero            | 366      |
| 46   | Bolivia (bandiera)   | Doyle Vaca              | 366      |
| 48   | Bolivia (bandiera)   | José Milton Melgar      | 365      |
| 49   | Bolivia (bandiera)   | Ricardo Fontana         | 362      |
| 50   | Bolivia (bandiera)   | Edgar Olivares          | 361      |
| 50   | Bolivia (bandiera)   | Williams Ibáñez         | 361      |
| 50   | Bolivia (bandiera)   | José Loayza             | 361      |
| 53   | Bolivia (bandiera)   | Luis Emilio Ludueña     | 358      |
| 54   | Bolivia (bandiera)   | José Luis Medrano       | 357      |
| 54   | Bolivia (bandiera)   | Ramiro Vargas           | 357      |
| 56   | Bolivia (bandiera)   | Iván Castillo           | 356      |
| 57   | Bolivia (bandiera)   | Miguel Ángel Noro       | 354      |
| 57   | Bolivia (bandiera)   | Armando Ibañez          | 354      |
| 59   | Bolivia (bandiera)   | Martín Menacho          | 353      |
| 60   | Brasile (bandiera)   | Edú Monteiro            | 352      |
| 60   | Bolivia (bandiera)   | Marco Ferrufino         | 352      |
| 62   | Bolivia (bandiera)   | Carmelo Angulo          | 351      |
| 63   | Bolivia (bandiera)   | Lorgio Álvarez          | 349      |
| 63   | Bolivia (bandiera)   | Juan Carlos Paz         | 349      |
| 63   | Argentina (bandiera) | Juan Carlos Sánchez     | 349      |
| 66   | Bolivia (bandiera)   | Ángel Zambrana          | 348      |
| 67   | Brasile (bandiera)   | Sandro Coelho           | 346      |
| 67   | Bolivia (bandiera)   | Carlos Arias            | 346      |
| 69   | Bolivia (bandiera)   | Miguel Hoyos            | 344      |
| 70   | Bolivia (bandiera)   | Álvaro Peña             | 342      |
| 71   | Bolivia (bandiera)   | Wilder Ramírez          | 341      |
| 71   | Bolivia (bandiera)   | Raúl Justiniano         | 341      |
| 71   | Bolivia (bandiera)   | Ronald Gutiérrez        | 341      |
| 74   | Bolivia (bandiera)   | Joselito Vaca           | 340      |
| 75   | Bolivia (bandiera)   | Rómer Roca              | 339      |
| 76   | Bolivia (bandiera)   | Leonel Reyes            | 338      |
| 77   | Bolivia (bandiera)   | Aldo Gutiérrez          | 335      |
| 78   | Bolivia (bandiera)   | Raúl Gutiérrez Sagredo  | 333      |
| 79   | Bolivia (bandiera)   | Arturo García Yale      | 330      |
| 79   | Bolivia (bandiera)   | Wilson Escalante        | 330      |
| 81   | Bolivia (bandiera)   | Líder Paz               | 329      |
| 81   | Bolivia (bandiera)   | Enrique Parada          | 329      |
| 83   | Bolivia (bandiera)   | Mauricio Ramos          | 328      |
| 83   | Bolivia (bandiera)   | Eliseo Ayaviri          | 328      |
| 85   | Bolivia (bandiera)   | Ricardo Torrico         | 327      |
| 86   | Bolivia (bandiera)   | Roger Suárez            | 323      |
| 87   | Bolivia (bandiera)   | Edgar Castillo Salinas  | 322      |
| 88   | Bolivia (bandiera)   | Jhonny Villarroel       | 320      |
| 89   | Bolivia (bandiera)   | Rolando Coimbra         | 317      |
| 89   | Bolivia (bandiera)   | Marco Antonio Herrera   | 317      |
| 89   | Bolivia (bandiera)   | Juan Carlos Ríos        | 317      |
| 92   | Bolivia (bandiera)   | Erwin Céspedes          | 316      |
| 93   | Bolivia (bandiera)   | Juan Rivero Burgos      | 315      |
| 93   | Bolivia (bandiera)   | Marco Barrero           | 315      |
| 93   | Bolivia (bandiera)   | Limberg Méndez          | 315      |
| 96   | Bolivia (bandiera)   | Jesús Reynaldo Gómez    | 314      |
| 96   | Bolivia (bandiera)   | Richard Uriona          | 314      |
| 98   | Bolivia (bandiera)   | Ángel Parabá            | 313      |
| 98   | Bolivia (bandiera)   | Luis Fernando Salinas   | 313      |
| 100  | Bolivia (bandiera)   | Bernardo Rea            | 311      |
| 100  | Bolivia (bandiera)   | Sergio Rogelio Castillo | 311      |